# كازويوشي هوشينو
كازويوشي هوشينو مواليد 1 يوليو 1947 في شيزوكا، هو سائق سباق سيارات ياباني سابق ورجل أعمال. نافس في بطولة العالم لسباقات الفورمولا واحد، لو مان 24 ساعة، سوبر فورمولا وبطولة العالم للسيارات الرياضية.

## روابط خارجية
- كازويوشي هوشينو على موقع DriverDB.com (الإنجليزية)